# Deuxième circonscription de la Creuse
La deuxième circonscription de la Creuse était l'une des deux circonscriptions législatives françaises que comptait le département de la Creuse jusqu'en 2012. Elle avait pour principale ville Aubusson.
À partir des élections législatives de 2012, il n'existe plus qu'une circonscription unique pour tout le département.

## Description géographique et démographique

### De 1958 à 1986

Carte de la deuxième circonscriptions de la Creuse de 1958 à 1986

La deuxième circonscription de la Creuse était composée de :
- Canton d'Aubusson
- Canton de Bénévent-l'Abbaye
- Canton de Bonnat
- Canton de Bourganeuf
- Canton de Dun-le-Palestel
- Canton de Felletin
- Canton de Gentioux
- Canton du Grand-Bourg
- Canton de Pontarion
- Canton de Royère-de-Vassivière
- Canton de Saint-Sulpice-les-Champs
- Canton de Saint-Vaury
- Canton de la Souterraine

Source : Journal Officiel du 14-15 Octobre 1958.

### De 1988 à 2012
La deuxième circonscription de la Creuse est délimitée par le découpage électoral de la loi no 86-1197 du 24 novembre 1986
, elle regroupe les cantons suivants :
- Canton d'Ahun
- Canton d'Aubusson
- Canton d'Auzances
- Canton de Bellegarde-en-Marche
- Canton de Boussac
- Canton de Chambon-sur-Voueize
- Canton de Châtelus-Malvaleix
- Canton de Chénérailles
- Canton de La Courtine
- Canton de Crocq
- Canton d'Évaux-les-Bains
- Canton de Felletin
- Canton de Gentioux-Pigerolles
- Canton de Jarnages
- Canton de Pontarion
- Canton de Royère-de-Vassivière
- Canton de Saint-Sulpice-les-Champs

D'après le recensement général de la population en 1999, réalisé par l'Institut national de la statistique et des études économiques (INSEE), la population totale de cette circonscription est estimée à 59 785 habitants,.
À la suite du redécoupage des circonscriptions législatives françaises de 2010, la Creuse ne comporte plus qu'une circonscription unique regroupant les anciennes prémière et deuxième circonscription de la Creuse. Ce nouveau découpage électoral s'applique à partir des élections législatives de 2012.

## Historique des députations
| Législature | Début de mandat | Fin de mandat   | Député             | Parti politique | Parti politique | Observation |
| ----------- | --------------- | --------------- | ------------------ | --------------- | --------------- | --- |
| Ire         | 9 décembre 1958 | 9 octobre 1962  | André Chandernagor |                 | SFIO            | Maire de Mortroux (1953-1983) Mandat écourté à la suite d'une dissolution parlementaire décidée par Charles de Gaulle.         |
| IIe         | 6 décembre 1962 | 2 avril 1967    | André Chandernagor |                 | SFIO            | Conseiller général du canton de Bourganeuf (1961-1983)                                                                         |
| IIIe        | 3 avril 1967    | 30 mai 1968     | André Chandernagor |                 | SFIO            | Mandat écourté à la suite d'une dissolution parlementaire décidée par Charles de Gaulle.                                       |
| IVe         | 11 juillet 1968 | 1er avril 1973  | André Chandernagor |                 | SFIO puis PS    | |
| Ve          | 2 avril 1973    | 2 avril 1978    | André Chandernagor |                 | PS              | Président du conseil général de la Creuse (1973-1983) Président du conseil régional du Limousin (1974-1981)                    |
| VIe         | 3 avril 1978    | 22 mai 1981     | André Chandernagor |                 | PS              | Mandat écourté à la suite d'une dissolution parlementaire décidée par François Mitterrand.                                     |
| VIIe        | 2 juillet 1981  | 23 juillet 1981 | André Chandernagor |                 | PS              | Nommé Ministre délégué chargé des Affaires européennes, il est remplacé par Nelly Commergnat.                                  |
| VIIe        | 25 juillet 1981 | 1er avril 1986  | Nelly Commergnat   |                 | PS              | Maire de Bonnat (1973-1991) Conseillère générale du canton de Bonnat (1979-1985) Conseillère régionale du Limousin (1981-1986) |
| IXe         | 23 juin 1988    | 1er avril 1993  | Gaston Rimareix    |                 | PS              | Maire de Mainsat (1971-1995) Conseiller régional du Limousin (1992-1995)                                                       |
| Xe          | 2 avril 1993    | 21 avril 1997   | Jean Auclair       |                 | DVD puis RPR    | Maire de Cressat (1977-2020) Conseiller général du canton d'Ahun (1989-2015)                                                   |
| XIe         | 12 juin 1997    | 18 juin 2002    | Jean Auclair       |                 | RPR             | Mandat écourté à la suite d'une dissolution parlementaire décidée par Jacques Chirac.                                          |
| XIIe        | 19 juin 2002    | 19 juin 2007    | Jean Auclair       |                 | UMP             | |
| XIIIe       | 20 juin 2007    | 19 juin 2012    | Jean Auclair       |                 | UMP             | |

## Historique des élections

### Élections de 1958
| Candidat       | Candidat               | Parti          | Premier tour | Premier tour | Second tour | Second tour |  |
| Candidat       | Candidat               | Parti          | Voix         | %            | Voix        | %           |  |
| -------------- | ---------------------- | -------------- | ------------ | ------------ | ----------- | ----------- |  |
|                | André Chandernagor élu | SFIO           | 16 927       | 39,26        | 26 505      | 61,8        |  |
|                | Auguste Tourtaud       | PCF            | 16 031       | 37,18        | 16 384      | 38,2        |  |
|                | François Deguillaume   | CR             | 10 156       | 23,56        | Retrait     | Retrait     |  |
|                |                        |                |              |              |             |             |  |
| Inscrits       | Inscrits               | Inscrits       | 65 005       | 100,00       | 65 004      | 100,00      |  |
| Abstentions    | Abstentions            | Abstentions    | 20 983       | 32,28        | 21 050      | 32,38       |  |
| Votants        | Votants                | Votants        | 44 022       | 67,72        | 43 954      | 67,62       |  |
| Blancs et nuls | Blancs et nuls         | Blancs et nuls | 908          | 2,06         | 1 065       | 2,42        |  |
| Exprimés       | Exprimés               | Exprimés       | 43 114       | 97,94        | 42 889      | 97,58       |  |

Le suppléant d'André Chandernagor était Julien Nicaud, artisan forgeron, maire de Saint-Priest-la-Plaine, conseiller général du canton du Grand-Bourg.

### Élections de 1962
| Candidat       | Candidat                         | Parti          | Premier tour | Premier tour | Second tour | Second tour |  |
| Candidat       | Candidat                         | Parti          | Voix         | %            | Voix        | %           |  |
| -------------- | -------------------------------- | -------------- | ------------ | ------------ | ----------- | ----------- |  |
|                | André Chandernagor sortant réélu | SFIO           | 13 128       | 37,76        | 24 398      | 74,67       |  |
|                | Raymond Labrousse                | PCF            | 10 310       | 29,65        | Retrait     | Retrait     |  |
|                | Gilbert Lavergne                 | UNR-UDT        | 4 661        | 13,4         | 8 278       | 25,33       |  |
|                | Pierre Ferrand                   | PSU            | 3 337        | 9,6          | Retrait     | Retrait     |  |
|                | François Deguillaume             | CR             | 3 335        | 9,59         | Retrait     | Retrait     |  |
|                |                                  |                |              |              |             |             |  |
| Inscrits       | Inscrits                         | Inscrits       | 62 342       | 100,00       | 62 341      | 100,00      |  |
| Abstentions    | Abstentions                      | Abstentions    | 26 651       | 42,75        | 27 421      | 43,99       |  |
| Votants        | Votants                          | Votants        | 35 691       | 57,25        | 34 920      | 56,01       |  |
| Blancs et nuls | Blancs et nuls                   | Blancs et nuls | 920          | 2,58         | 2 244       | 6,43        |  |
| Exprimés       | Exprimés                         | Exprimés       | 34 771       | 97,42        | 32 676      | 93,57       |  |

Le suppléant d'André Chandernagor était Fernand Gory, chirurgien-dentiste, conseiller général du canton d'Auzances.

### Élections de 1967
| Candidat       | Candidat                         | Parti          | Premier tour | Premier tour | Second tour | Second tour |  |
| Candidat       | Candidat                         | Parti          | Voix         | %            | Voix        | %           |  |
| -------------- | -------------------------------- | -------------- | ------------ | ------------ | ----------- | ----------- |  |
|                | André Chandernagor sortant réélu | FGDS (SFIO)    | 16 197       | 38,1         | 26 403      | 62,54       |  |
|                | Jean Mazet                       | app. UD-Ve     | 14 279       | 33,59        | 15 814      | 37,46       |  |
|                | Raymond Labrousse                | PCF            | 12 036       | 28,31        | Retrait     | Retrait     |  |
|                |                                  |                |              |              |             |             |  |
| Inscrits       | Inscrits                         | Inscrits       | 57 318       | 100,00       | 59 314      | 100,00      |  |
| Abstentions    | Abstentions                      | Abstentions    | 14 028       | 24,47        | 16 389      | 27,63       |  |
| Votants        | Votants                          | Votants        | 43 290       | 75,53        | 42 925      | 72,37       |  |
| Blancs et nuls | Blancs et nuls                   | Blancs et nuls | 778          | 1,8          | 708         | 1,65        |  |
| Exprimés       | Exprimés                         | Exprimés       | 42 512       | 98,2         | 42 217      | 98,35       |  |

Le suppléant d'André Chandernagor était Fernand Gory.

### Élections de 1968
| Candidat       | Candidat                         | Parti          | Premier tour | Premier tour | Second tour | Second tour |  |
| Candidat       | Candidat                         | Parti          | Voix         | %            | Voix        | %           |  |
| -------------- | -------------------------------- | -------------- | ------------ | ------------ | ----------- | ----------- |  |
|                | Michel Pinton                    | RI (URP)       | 16 164       | 38,54        | 18 429      | 44,69       |  |
|                | André Chandernagor sortant réélu | FGDS (SFIO)    | 14 424       | 34,39        | 22 808      | 55,31       |  |
|                | Raymond Labrousse                | PCF            | 11 351       | 27,07        | Retrait     | Retrait     |  |
|                |                                  |                |              |              |             |             |  |
| Inscrits       | Inscrits                         | Inscrits       | 58 607       | 100,00       | 58 618      | 100,00      |  |
| Abstentions    | Abstentions                      | Abstentions    | 15 969       | 27,25        | 16 866      | 28,77       |  |
| Votants        | Votants                          | Votants        | 42 638       | 72,75        | 41 752      | 71,23       |  |
| Blancs et nuls | Blancs et nuls                   | Blancs et nuls | 699          | 1,64         | 515         | 1,23        |  |
| Exprimés       | Exprimés                         | Exprimés       | 41 939       | 98,36        | 41 237      | 98,77       |  |

Le suppléant d'André Chandernagor était Fernand Gory.

### Élections de 1973
| Candidat       | Candidat                         | Parti          | Premier tour | Premier tour | Second tour | Second tour |  |
| Candidat       | Candidat                         | Parti          | Voix         | %            | Voix        | %           |  |
| -------------- | -------------------------------- | -------------- | ------------ | ------------ | ----------- | ----------- |  |
|                | André Chandernagor sortant réélu | PS (UGSD)      | 15 570       | 37,42        | 26 364      | 63,58       |  |
|                | Raymond Labrousse                | PCF            | 12 403       | 29,81        | Retrait     | Retrait     |  |
|                | Michel Pinton                    | RI (URP)       | 10 721       | 25,77        | 15 104      | 36,42       |  |
|                | Claude Perrin                    | Rad (MR)       | 1 829        | 4,4          |             |             |  |
|                | Michel Grimard                   | FP             | 1 084        | 2,61         |             |             |  |
|                |                                  |                |              |              |             |             |  |
| Inscrits       | Inscrits                         | Inscrits       | 57 577       | 100,00       | 57 573      | 100,00      |  |
| Abstentions    | Abstentions                      | Abstentions    | 15 136       | 26,29        | 15 150      | 26,31       |  |
| Votants        | Votants                          | Votants        | 42 441       | 73,71        | 42 423      | 73,69       |  |
| Blancs et nuls | Blancs et nuls                   | Blancs et nuls | 834          | 1,97         | 955         | 2,25        |  |
| Exprimés       | Exprimés                         | Exprimés       | 41 607       | 98,03        | 41 468      | 97,75       |  |

Le suppléant d'André Chandernagor était Fernand Gory.

### Élections de 1978
| Candidat       | Candidat                         | Parti          | Premier tour | Premier tour | Second tour | Second tour |  |
| Candidat       | Candidat                         | Parti          | Voix         | %            | Voix        | %           |  |
| -------------- | -------------------------------- | -------------- | ------------ | ------------ | ----------- | ----------- |  |
|                | Jean Fargue                      | RPR            | 16 537       | 35,66        | 20 848      | 43,16       |  |
|                | André Chandernagor sortant réélu | PS             | 14 894       | 32,12        | 27 455      | 56,84       |  |
|                | Raymond Labrousse                | PCF            | 12 852       | 27,71        | Retrait     | Retrait     |  |
|                | Catherine Dumon                  | LO             | 1 329        | 2,87         |             |             |  |
|                | Pierre Desrozier                 | Divers gauche  | 765          | 1,65         |             |             |  |
|                |                                  |                |              |              |             |             |  |
| Inscrits       | Inscrits                         | Inscrits       | 59 707       | 100,00       | 59 716      | 100,00      |  |
| Abstentions    | Abstentions                      | Abstentions    | 12 436       | 20,83        | 10 599      | 17,75       |  |
| Votants        | Votants                          | Votants        | 47 271       | 79,17        | 49 117      | 82,25       |  |
| Blancs et nuls | Blancs et nuls                   | Blancs et nuls | 894          | 1,89         | 814         | 1,66        |  |
| Exprimés       | Exprimés                         | Exprimés       | 46 377       | 98,11        | 48 303      | 98,34       |  |

Le suppléant d'André Chandernagor était le Docteur William Chervy, conseiller général du canton de Saint-Vaury.

### Élections de 1981
| Candidat       | Candidat                         | Parti          | Premier tour | Premier tour | Second tour | Second tour |  |
| Candidat       | Candidat                         | Parti          | Voix         | %            | Voix        | %           |  |
| -------------- | -------------------------------- | -------------- | ------------ | ------------ | ----------- | ----------- |  |
|                | André Chandernagor sortant réélu | PS             | 18 657       | 45,53        | 27 795      | 64,46       |  |
|                | Bernard de Froment               | RPR (UNM)      | 13 390       | 32,67        | 15 322      | 35,54       |  |
|                | Raymond Labrousse                | PCF            | 8 934        | 21,80        | Retrait     | Retrait     |  |
|                |                                  |                |              |              |             |             |  |
| Inscrits       | Inscrits                         | Inscrits       | 59 101       | 100,00       | 59 100      | 100,00      |  |
| Abstentions    | Abstentions                      | Abstentions    | 17 581       | 29,75        | 15 162      | 25,65       |  |
| Votants        | Votants                          | Votants        | 41 520       | 70,25        | 43 938      | 74,35       |  |
| Blancs et nuls | Blancs et nuls                   | Blancs et nuls | 539          | 1,3          | 821         | 1,87        |  |
| Exprimés       | Exprimés                         | Exprimés       | 40 981       | 98,7         | 43 117      | 98,13       |  |

La suppléante d'André Chandernagor était Nelly Commergnat, conseillère générale du canton de Bonnat, maire de Bonnat. Nelly Commergnat remplaça André Chandernagor, nommé membre du gouvernement, du 25 juillet 1981 au 1er avril 1986.

### Élections de 1988
| Candidat       | Candidat                 | Parti          | Premier tour | Premier tour | Second tour | Second tour |  |
| Candidat       | Candidat                 | Parti          | Voix         | %            | Voix        | %           |  |
| -------------- | ------------------------ | -------------- | ------------ | ------------ | ----------- | ----------- |  |
|                | Jacques Chartron sortant | RPR (URC)      | 16 190       | 42,55        | 20 415      | 47,5        |  |
|                | Gaston Rimareix élu      | PS             | 15 625       | 41,06        | 22 565      | 52,5        |  |
|                | René Debesson            | PCF            | 4 317        | 11,35        |             |             |  |
|                | Max Roux                 | FN             | 1 754        | 4,61         |             |             |  |
|                | Sylvain Dayras           | POE            | 166          | 0,44         |             |             |  |
|                |                          |                |              |              |             |             |  |
| Inscrits       | Inscrits                 | Inscrits       | 56 537       | 100,00       | 56 525      | 100,00      |  |
| Abstentions    | Abstentions              | Abstentions    | 17 765       | 31,42        | 12 763      | 22,58       |  |
| Votants        | Votants                  | Votants        | 38 772       | 68,58        | 43 762      | 77,42       |  |
| Blancs et nuls | Blancs et nuls           | Blancs et nuls | 720          | 1,86         | 782         | 1,79        |  |
| Exprimés       | Exprimés                 | Exprimés       | 38 052       | 98,14        | 42 980      | 98,21       |  |

Le suppléant de Gaston Rimareix était Thierry Chandernagor, Vice-Président du Conseil général, conseiller général du canton de Saint-Sulpice-les-Champs, maire de Mortroux.

### Élections de 1993
| Candidat       | Candidat                | Parti          | Premier tour | Premier tour | Second tour | Second tour |  |
| Candidat       | Candidat                | Parti          | Voix         | %            | Voix        | %           |  |
| -------------- | ----------------------- | -------------- | ------------ | ------------ | ----------- | ----------- |  |
|                | Jean Auclair élu        | diss. RPR      | 10 546       | 28,94        | 23 232      | 60,95       |  |
|                | Thierry Ratelade        | RPR (UPF)      | 9 471        | 25,99        | Retrait     | Retrait     |  |
|                | Gaston Rimareix sortant | PS (ADFP)      | 8 971        | 24,62        | 14 883      | 39,05       |  |
|                | Alain Teissèdre         | PCF            | 2 648        | 7,27         |             |             |  |
|                | Max Roux                | FN             | 1 777        | 4,88         |             |             |  |
|                | Jean-Bernard Damiens    | Les Verts (EÉ) | 1 416        | 3,89         |             |             |  |
|                | Bernard Defaix          | Extrême gauche | 949          | 2,6          |             |             |  |
|                | Marie-Hélène Delecroix  | LT-LNÉ         | 659          | 1,81         |             |             |  |
|                | Bernard Denizart        | Divers         | 0            | 0            |             |             |  |
|                |                         |                |              |              |             |             |  |
| Inscrits       | Inscrits                | Inscrits       | 53 948       | 100,00       | 53 944      | 100,00      |  |
| Abstentions    | Abstentions             | Abstentions    | 15 409       | 28,56        | 13 405      | 24,85       |  |
| Votants        | Votants                 | Votants        | 38 539       | 71,44        | 40 539      | 75,15       |  |
| Blancs et nuls | Blancs et nuls          | Blancs et nuls | 2 102        | 5,45         | 2 424       | 5,98        |  |
| Exprimés       | Exprimés                | Exprimés       | 36 437       | 94,55        | 38 115      | 94,02       |  |

Le suppléant de Jean Auclair était Guy de Lamberterie, agriculteur, maire UDF de Peyrat-la-Nonière, conseiller régional.

### Élections de 1997
| Candidat       | Candidat                   | Parti          | Premier tour | Premier tour | Second tour | Second tour |  |
| Candidat       | Candidat                   | Parti          | Voix         | %            | Voix        | %           |  |
| -------------- | -------------------------- | -------------- | ------------ | ------------ | ----------- | ----------- |  |
|                | Jean Auclair sortant réélu | RPR            | 13 905       | 40,34        | 19 159      | 51,66       |  |
|                | Pierre Desrozier           | PS             | 9 501        | 27,57        | 17 928      | 48,34       |  |
|                | Alain Teissèdre            | PCF            | 3 457        | 10,03        |             |             |  |
|                | Max Roux                   | FN             | 2 294        | 6,66         |             |             |  |
|                | Jérémie Gorsse             | Sans étiquette | 1 988        | 5,77         |             |             |  |
|                | Michèle Latour             | LDI (MPF)      | 1 751        | 5,08         |             |             |  |
|                | Jean-Michel Peyraud        | Les Verts      | 1 057        | 3,07         |             |             |  |
|                | Joël Lainé                 | LO             | 514          | 1,49         |             |             |  |
|                |                            |                |              |              |             |             |  |
| Inscrits       | Inscrits                   | Inscrits       | 51 379       | 100,00       | 51 375      | 100,00      |  |
| Abstentions    | Abstentions                | Abstentions    | 14 768       | 28,74        | 12 120      | 23,59       |  |
| Votants        | Votants                    | Votants        | 36 611       | 71,26        | 39 255      | 76,41       |  |
| Blancs et nuls | Blancs et nuls             | Blancs et nuls | 2 144        | 5,86         | 2 168       | 5,52        |  |
| Exprimés       | Exprimés                   | Exprimés       | 34 467       | 94,14        | 37 087      | 94,48       |  |

Le suppléant de Jean Auclair était Guy de Lamberterie.

### Élections de 2002
| Candidat       | Candidat                   | Parti            | Premier tour | Premier tour | Second tour | Second tour |  |
| Candidat       | Candidat                   | Parti            | Voix         | %            | Voix        | %           |  |
| -------------- | -------------------------- | ---------------- | ------------ | ------------ | ----------- | ----------- |  |
|                | Jean Auclair sortant réélu | UMP              | 15 278       | 44,91        | 18 862      | 55,15       |  |
|                | Michel Moine               | PS               | 10 962       | 32,22        | 15 337      | 44,85       |  |
|                | Max Roux                   | FN               | 1 723        | 5,06         |             |             |  |
|                | Alain Teissèdre            | PCF              | 1 378        | 4,05         |             |             |  |
|                | Jean-François Ruinaud      | Divers           | 1 359        | 3,99         |             |             |  |
|                | Michèle Latour             | MPF              | 999          | 2,94         |             |             |  |
|                | Pascal Le Bihan            | CPNT             | 529          | 1,55         |             |             |  |
|                | Christian Nguyen           | LCR              | 512          | 1,5          |             |             |  |
|                | Sylvie Pont                | Les Verts        | 364          | 1,07         |             |             |  |
|                | Roger Gorizzutti           | LO               | 250          | 0,73         |             |             |  |
|                | Fernand Jacob              | MNR              | 243          | 0,71         |             |             |  |
|                | Christine Trébuchet        | MÉI              | 200          | 0,59         |             |             |  |
|                | Christophe Yvernault       | Divers           | 123          | 0,36         |             |             |  |
|                | Pascal Fournioux           | Pôle républicain | 101          | 0,3          |             |             |  |
|                |                            |                  |              |              |             |             |  |
| Inscrits       | Inscrits                   | Inscrits         | 50 509       | 100,00       | 50 479      | 100,00      |  |
| Abstentions    | Abstentions                | Abstentions      | 15 390       | 30,47        | 14 889      | 29,5        |  |
| Votants        | Votants                    | Votants          | 35 119       | 69,53        | 35 590      | 70,5        |  |
| Blancs et nuls | Blancs et nuls             | Blancs et nuls   | 1 098        | 3,13         | 1 391       | 3,91        |  |
| Exprimés       | Exprimés                   | Exprimés         | 34 021       | 96,87        | 34 199      | 96,09       |  |

Le suppléant de Jean Auclair était Olivier Sebenne, médecin généraliste, conseiller municipal d'Aubusson.

### Élections de 2007
| Candidat       | Candidat                   | Parti          | Premier tour | Premier tour | Second tour | Second tour |  |
| Candidat       | Candidat                   | Parti          | Voix         | %            | Voix        | %           |  |
| -------------- | -------------------------- | -------------- | ------------ | ------------ | ----------- | ----------- |  |
|                | Jean Auclair sortant réélu | UMP            | 15 121       | 46,9         | 18 466      | 57,02       |  |
|                | Georges Sarre              | MRC (PS)       | 9 621        | 29,84        | 13 917      | 42,98       |  |
|                | Alain Gribet               | UDF–MoDem      | 3 223        | 10           |             |             |  |
|                | Joël Lainé                 | LCR            | 1 880        | 5,83         |             |             |  |
|                | Réjane Guidon              | FN             | 609          | 1,89         |             |             |  |
|                | André Rigaud               | CPNT           | 607          | 1,88         |             |             |  |
|                | Roger Gorizzutti           | LO             | 313          | 0,97         |             |             |  |
|                | OlgaTuduri                 | MPF            | 280          | 0,87         |             |             |  |
|                | Paulette Sagnard           | Régionaliste   | 239          | 0,74         |             |             |  |
|                | Jean Houlmann              | Divers         | 221          | 0,69         |             |             |  |
|                | Françoise Bernardet        | MNR            | 128          | 0,4          |             |             |  |
|                |                            |                |              |              |             |             |  |
| Inscrits       | Inscrits                   | Inscrits       | 48 955       | 100,00       | 48 947      | 100,00      |  |
| Abstentions    | Abstentions                | Abstentions    | 15 812       | 32,3         | 14 840      | 30,32       |  |
| Votants        | Votants                    | Votants        | 33 143       | 67,7         | 34 107      | 69,68       |  |
| Blancs et nuls | Blancs et nuls             | Blancs et nuls | 901          | 2,72         | 1 724       | 5,05        |  |
| Exprimés       | Exprimés                   | Exprimés       | 32 242       | 97,28        | 32 383      | 94,95       |  |

#### Département de la Creuse
- La fiche de l'INSEE de cette circonscription : « Tableaux et Analyses de la deuxième circonscription de la Creuse », sur insee.fr, site de l'Institut national de la statistique et des études économiques (consulté le 10 juin 2007) [PDF]

- « Tous les députés du département de la Creuse depuis 1789 », sur assemblee-nationale.fr, site de l'Assemblée nationale française (consulté le 10 juin 2007)

- « Informations contentieuses sur le département de la Creuse (Élections législatives de 2002) »(Archive.org • Wikiwix • Archive.is • Google • Que faire ?), sur conseil-constitutionnel.fr, site du Conseil constitutionnel (consulté le 13 juin 2007)

#### Circonscriptions en France
- « Carte des circonscriptions législatives en France », sur assemblee-nationale.fr, site de l'Assemblée nationale française (consulté le 10 juin 2007)

- « Résultats électoraux officiels en France »(Archive.org • Wikiwix • Archive.is • Google • Que faire ?), sur interieur.gouv.fr, site du ministère de l'Intérieur (France) (consulté le 13 juin 2007)

- Description et Atlas des circonscriptions électorales de France sur http://www.atlaspol.com, Atlaspol, site de cartographie géopolitique, consulté le 13 juin 2007.